# Eucobresia diaphana
Eucobresia diaphana е вид коремоного от семейство Vitrinidae.

## Разпространение
Видът е разпространен в Австрия, Белгия, Босна и Херцеговина, България, Германия, Италия, Лихтенщайн, Люксембург, Нидерландия, Полша, Румъния, Словакия, Словения, Сърбия, Франция, Хърватия, Черна гора, Чехия и Швейцария.